# 874

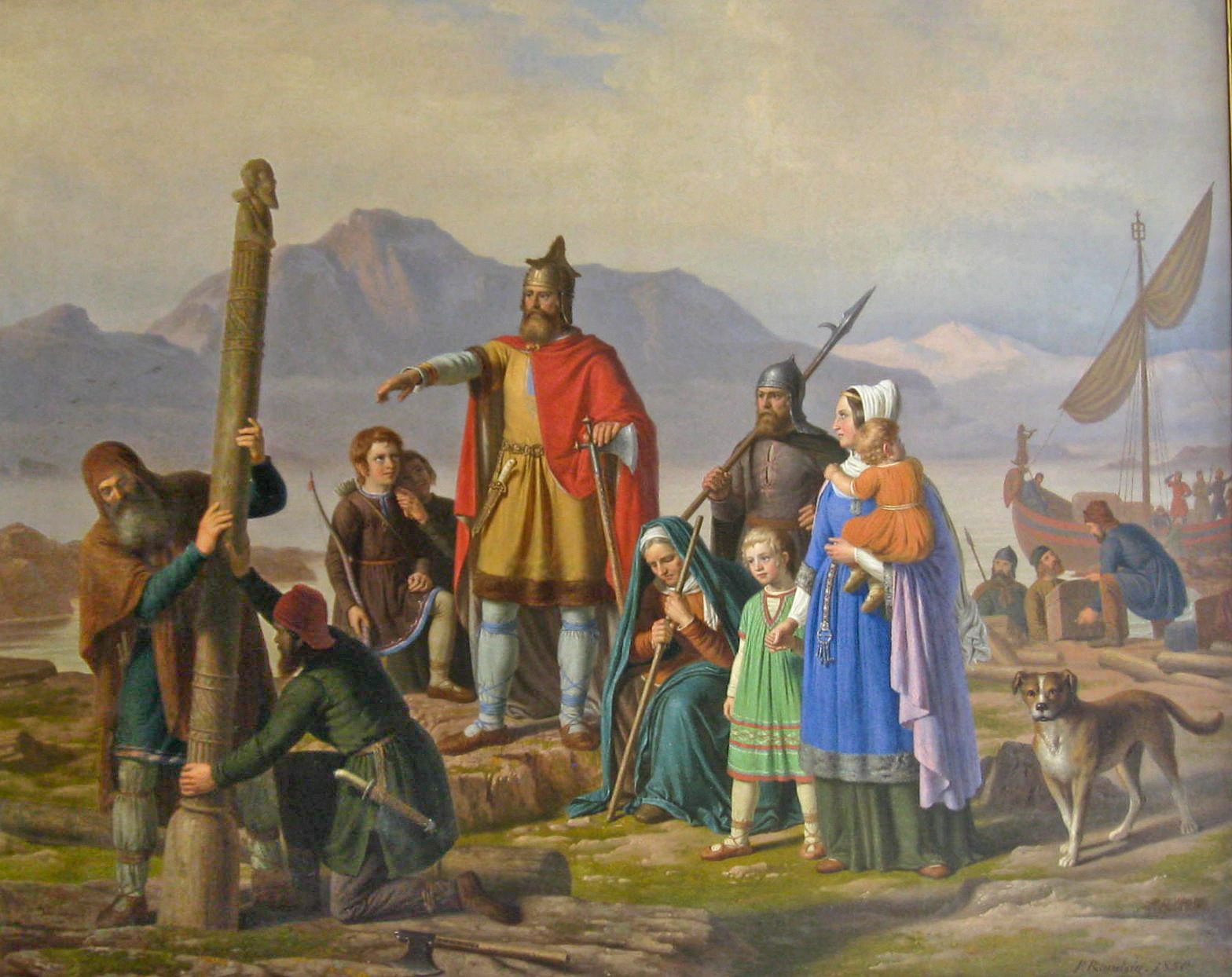
Ingólfur Arnarson arriveert in IJsland (1850)

Het jaar 874 is het 74e jaar in de 9e eeuw volgens de christelijke jaartelling.

## Gebeurtenissen

### Brittannië
- Herfst - Het Grote Deense leger verovert Mercia en vestigt zich in de veroverde gebieden. De Vikingen onder leiding van Halfdan scheiden zich af van het hoofdleger en vestigen in Noord-Engeland een militaire basis aan de oevers van de rivier de Tyne.

### Europa
- Svatopluk I, heerser (knjaz) van Moravië, sluit in Forchheim (huidige Beieren) een vredesverdrag met het Oost-Frankische Rijk. Hij breidt zijn territorium verder uit en onderwerpt verscheidene stammen van de Westelijke Slaven in Bohemen en Silezië.
- De Vikingleider Ingólfur Arnarson vertrekt met stamgenoten en familieleden vanuit Noorwegen en vlucht vermoedelijk voor het strenge bewind van koning Harald I. Hij arriveert na een vierdaagse tocht in IJsland en sticht Reykjavik ("Rookbaai").
- 29 november - Lodewijk III, zoon van koning Lodewijk de Duitser, treedt in het huwelijk met Liutgard. Zij is een dochter van de Frankische edelman Liudolf van Saksen.

### China
- Het Chinese Keizerrijk wordt geteisterd door overstromingen en droogte. Door hoge belastingen breken er opstanden uit. Huang Chao, een Chinese rebellenleider, leidt een boerenopstand in het gebied tussen de Gele Rivier en de Huai He. Dit betekent het verval van de Tang-dynastie.

## Geboren
- Eduard de Oudere, koning van Wessex (waarschijnlijke datum)
- Oda, echtgenote van Arnulf van Karinthië (waarschijnlijke datum)

## Overleden
- 5 juli - Gisela, dochter van Lodewijk de Vrome
- 15 augustus - Altfrid, Frankisch bisschop en koninklijk raadsman
- 28 november - Hathumod (34), Duits abdis
- Girard II, Frankisch edelman
- Unruoch III, markgraaf van Friuli